# John Salazar

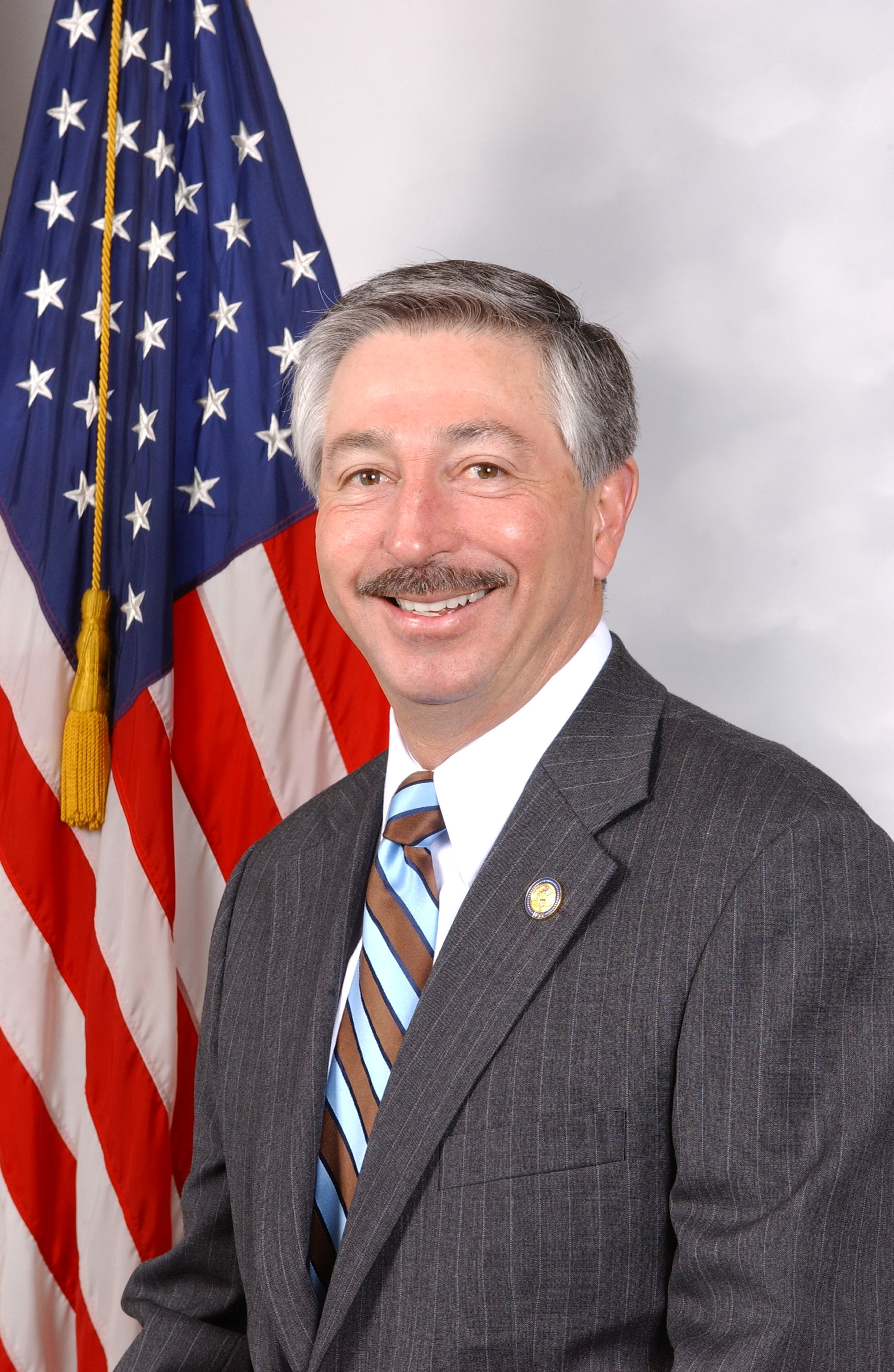
John Salazar

John Tony Salazar, född 21 juli 1953 i Alamosa, Colorado, är en amerikansk demokratisk politiker. Han representerade delstaten Colorados tredje distrikt i USA:s representanthus 2005–2011.
Salazar tjänstgjorde i USA:s armé 1973–1976. Han utexaminerades 1981 från Adams State College. Han var sedan verksam som jordbrukare och affärsman.
Kongressledamoten Scott McInnis kandiderade inte till omval i kongressvalet 2004. Salazar vann valet och efterträdde republikanen McInnis i representanthuset i januari 2005. Han omvaldes två gånger.
John Salazar är äldre bror till Ken Salazar.
Han är gift med Mary Lou och har tre barn.